# Skid Row
Skid Row је амерички хеви метал бенд, основан 1986. године у Томс Риверу у Њу Џерзију. Њихов тренутни састав чине басиста Рејчел Болан, гитаристи Дејв Сабо и Скоти Хил, бубњар Роб Хамерсмит и вокал ЗП Тирт. Група је постигла комерцијални успех крајем 1980-их и почетком 1990-их, с своја прва два албума Skid Row (1989) и Slave to the Grind (1991). Трећи албум није успео да понови успех својих претходника. Током овог периода, бенд су чинили Болан, Сабо, Хил, бубњар Роб Афусо и фронтмен Себастијан Бах. Група је продала 20 милиона албума широм света до краја 1996. године.
Након што је 1999. године Баха заменио Солингер, а Афуса је заменио Вароне, бенд је објавио албум Thickskin (2003) и Revolutions per Minute (2006), који су наишли на негативан пријем. У априлу 2015. године, бенд је објавио да су се раздвојили са Солингером, и заменили га бившим певачем ТНТ-а Тонијем Харнелом. Осам месеци касније, међутим, Харнел је напустио састав. У јануару 2017. године ЗП Тирт постао је главни певач након што је годину дана провео као члан турнеје. 

## Историја бенда
Бенд је настао 1986. године у Томс Риверу у Њу Џерзију, а први чланови су били Сабо и Болан. Пар је регрутовао гитаристу Скотија Хила и бубњара Роб Афуса путем огласа у новинама. Водећи вокалиста Себастијан Бах заменио је оригиналног певача Мет Фалона након што је бенд приметио Баха како пева на венчању рок фотографа Марка Вејса у доби од 18 година, а чланови су га замолили да се придружи почетком 1987. године. Бенд је почео свирати наступе у клубовима широм источних држава Сједињених Држава.
Дебитантски албум бенда Skid Row, објављен у јануару 1989. године, био је тренутан успех. Бенд је промовисао албум пратећи бенд Бон Џови на њиховој турнеји у Њу Џерзију. Као део шестомесечне турнеје, бенд је имао своју прву свирку у Великој Британији у оквиру исте турнеје 19. августа 1989. Следећег дана су свирали у Лондону. Свирали су такође на Московском музичком фестивалу мира.  Такође су пратили бенд Mötley Crüe на турнеји 1989. године новембра. 
Оно што су фанови назвали "инцидент са флашом" је заправо догађај где је Бах био нападнут на позорници флашом баченом из гомиле на концерту у Спрингфилду, Масачусетс, где је бенд свирао у турнеји Аеросмита 27. децембра 1989. Бах је бацио назад флашу, ударајући девојку (а не бацача), па је скочио на гомилу да обори особу што се може видети на снимку турнеје под називом  Oh Say Can You Scream 1990. године. 
Недуго затим, Бах је имао мајицу са слоганом мајицу "АИДС убија педер је мртав". Испрва је рекао да то није ништа страшно да би после рекао да му је неко дао мајицу на концерту.  Године 1992. је бенд хтео да отвори турнеју за бенд Нирвана међутим они су то одбили због ситуације са мајицом, наводећи да је Skid Row превише хомофобичан бенд. 
Године 1991. су издали свој други албум по имену Slave to the Grind.  Четири године касније изашао је албум Subhuman Race. 
Године 1996. је Бах напустио бенд због несугласица око концерта са групом Kiss. Чланови нису хтели да свирају као предгрупа групи Kiss на њиховој турнеји јер су они ипак "велики бенд". Бах се наљутио и напустио бенд тако што је оставио поруку телефоном да бенд није толико велики да не свира као предгрупа бенду Kiss. 
Бенд се поново окупио три године касније са новим певачем Солингером и бубњарем Варонеом. Издали су албум Thickskin 2004. године а следећи после две године под именом Revolutions per Minute 
Говорећи 2009. о следећем албуму, Хил је рекао: "Још нисмо сели и снимили ништа, али сели смо и разрадили неке идеје и само их свирали да их снимимо. Сви пишу и стижемо и активирамо се. Вероватно ћемо сви летети у Атланти, провести недељу или две тамо, вратити се кући, вратити се тамо и поново, сви живимо у различитим градовима, и то је врло тешко. "  
Харнел је напустио бенд 2015. године.  Певач ZP Theart им је певао на турнејама 2016. године а 2017. је званично постао певач бенда. 
Године 2019. су издали албум Skid Row. 
У лето 2019. је бивши певач Себастијан Бах изразио жељу да свира са бендом због тридесетогодишњице издавања првог албума.  Гитариста Дејв Сабо је одбио понуду док је Роб Афусо рекао да би пристао да свира док Бах пева. 

## Дискографија

### Албуми
- Skid Row (1989)
- Slave to the Grind (1991)
- Subhuman Race (1995)
- Thickskin (2003)
- Revolutions per Minute (2006)
- The Gang's All Here (2022)